# Kutama (Zimbabwe)
Kutama je město v Zimbabwe, v provincii Mashonaland West, v okrese Zvimba. Ve městě se nachází škola St. Francis Xavier College, zjednodušeně označovaná jako Kutama College, která byla zařazena mezi stovku nejlepších škol v Africe. Počet obyvatel není uveden.
Mezi slavné místní rodáky patří Robert Mugabe, který byl v letech 1987 až 2017 prezidentem Zimbabwe. Robert Mugabe byl pohřben v areálu své venkovské usedlosti v Kutamě dne 28. září 2019.